# La Peau dure

La Peau dure est un moyen métrage documentaire français réalisé par Jean-Michel Barjol, sorti en 1969.

## Synopsis
Portrait d'un fossoyeur et de son épouse dans un village du Jura.

## Fiche technique
- Titre : La Peau dure
- Réalisation : Jean-Michel Barjol
- Scénario :  Jean-Michel Barjol
- Photographie : Renan Pollès
- Société de production : Les Films Luc Moullet
- Pays d'origine : France
- Genre : Documentaire
- Durée : 52 min
- Date de sortie : 1969

## Distinctions
- 1969 : Sélection aux Journées internationales du film de court-métrage (Tours)
- 1970 : Sélection au Festival international du jeune cinéma de Hyères